# Fehér Miklós (díszlettervező)
Fehér Miklós (Budapest, 1929. március 9. – Budapest, 1994. november 21.) Jászai Mari-díjas magyar díszlettervező, érdemes- és kiváló művész.

## Életpályája
Az Atelier rajziskolában 1944-től kezdett rajzzal foglalkozni, majd a budapesti Képzőművészeti Főiskolán végezte tanulmányait, ahol 1954-ben szerzett diplomát. Négy évig, mint rajztanár működött. 1958–1959 között a Békés Megyei Jókai Színházban, 1959–1967 között a szolnoki Szigligeti Színházban, 1967–1970 között a Veszprémi Petőfi Színházban dolgozott. 1970-től haláláig a Vígszínház díszlettervezője volt. Vendégművészként a több budapesti (például a Madách Színháznak, a József Attila Színháznak, a Magyar Állami Operaháznak stb.) és vidéki színházaknak is készített terveket, de külföldi társulatoknál is vállalt munkát: Helsinki (Nemzeti Színház), Weimar, az Louisville (USA), Moszkva (Művész Színház), Habima Színház (Izrael), London (Guildhall School). Tervezőművészetét kiváló térarányok, a dráma expresszív erejű szolgálata jellemzi.

## Díszletterveiből
- William Shakespeare: Harmadik Richárd (Vígszínház)
- Molnár Ferenc: Játék a kastélyban (Vígszínház)
- Horváth Péter – Presser Gábor – Sztevanovity Dusán: A padlás (Vígszínház)
- Eisemann Mihály: Fekete Péter (Vígszínház)
- Lyman Frank Baum – Harold Arlen – Békés Pál – Sztevanovity Dusán: Óz, a csodák csodája (Vígszínház)
- Harold Pinter: A gondnok (Pesti Színház)
- Arthur Miller: Közjáték Vichyben (Pesti Színház)
- Eugène Ionesco: A különóra / A kopasz énekesnő (Pesti Színház)
- Örkény István: Macskajáték (Pesti Színház)
- Örkény István: Macskajáték (Játékszín)
- Németh László: Villámfénynél (Józsefvárosi Színház)
- Georges Feydeau: A női szabó (Arizona Színház)
- László Miklós: Illatszertár (József Attila Színház)
- Molière: Az úrhatnám polgár (József Attila Színház)
- Edmond Rostand: Cyrano de Bergerac (Madách Színház)
- Arthur Miller: A salemi boszorkányok (Madách Színház)
- Pedro Calderón de la Barca: Az élet álom (Radnóti Színpad)
- Giuseppe Verdi: Traviata (Erkel Színház)
- Jacobi Viktor: Leányvásár (Fővárosi Operettszínház)
- Pesti lemezek (Kamara Varieté)
- Arthur Miller: A salemi boszorkányok (Kisfaludy Színház, Győr)
- Friedrich Dürrenmatt: Az öreg hölgy látogatása (Kisfaludy Színház, Győr)
- Anton Pavlovics Csehov: Cseresznyéskert (Veszprémi Petőfi Színház)
- Lehár Ferenc: Luxemburg grófja (Miskolci Nemzeti Színház)
- William Shakespeare: Antonius és Kleopátra (Pécsi Nemzeti Színház)
- William Shakespeare: Szeget szeggel (Pécsi Nemzeti Színház)
- Tersánszky Józsi Jenő: Kakuk Marci (Vörösmarty Színház, Székesfehérvár)
- Marcel Achard: A bolond lány (Csokonai Színház, Debrecen)
- Nóti Károly: Nyitott ablak (Szigligeti Színház, Szolnok)
- N. Richard Nash: Az esőcsináló ember (Tatabányai Népszínház-Játékszín)
- Gyárfás Miklós: Császári futam (Gyulai Várszínház)

## Díjai
- Jászai Mari-díj (1965)
- Érdemes Művész (1980)
- Kiváló Művész (1990)

## Tv, filmek
- Protestánsok (1982)
- A végzet asszonya (1983)
- A kör négyszögesítése (1984)
- Az admirális (1985)
- A sárga telefon (1986)
- Fekete Péter (1993)